# Giovanni Giacomo Schiaffinati
Giovanni Giacomo Schiaffinati   (Milà, 10 de setembre de 1451 - Roma, 9 de desembre de 1497) (també conegut com Schiaffinato o Sclafenati) fou un cardenal i bisbe italià.

## Biografia
Era fill de Tonello Schiaffinati, un noble milanès.
Va ser nomenat bisbe de Parma el 30 de desembre de 1482 i va ocupar el càrrec fins a la seva mort.
Va ser elevat a cardenal el 15 de novembre de 1483 pel papa Sixt IV, i va rebre el títol cardenalici de Santo Stefano al Monte Celio. El 17 de novembre de l'any següent optà pel títol de Santa Cecília.
Va morir el 9 de desembre de 1497 i va ser enterrat al claustre de la basílica de Sant'Agostino in Campo Marzio de Roma, on el seu germà Filippo, cavaller de l'orde de Sant Joan de Jerusalem, va fer construir un monument funerari en memòria seva. Tots els seus manaments van ser donats pel papa Alexandre VI al seu fill, el jove cardenal Cèsar Borgia.